# Fernando De Filippi
Fernando De Filippi (Lecce, 11 aprile 1940) è un pittore, scultore e scenografo italiano.

## Biografia
Fernando De Filippi nasce a Lecce, figlio di Pasquale e Maria Rollo. La famiglia esercitava l’antico mestiere di “paratore”, una sorta di scenografo ecclesiastico che aveva il compito di addobbare il duomo e le altre 56 chiese di Lecce nelle cerimonie solenni. Velluti, damaschi, e i vari addobbi rappresentarono il primo approccio con l’arte.

### La formazione
Nel 1951 si iscrive alla media annessa all’Istituto d’Arte e a 11 anni sperimenta l’esperienza di bottega partendo dall’impasto dei colori sino all’affresco.
Frequenta anche il Conservatorio scegliendo uno strumento che possiede un suono celestiale e la voce degli angeli: il Corno. 
Nel 1956 ottiene il diploma di “Maestro d’Arte” presso l’Istituto d’Arte di Lecce.
Si sposta quindi a Milano per studiare all’Accademia di Brera. 
Dimora per un anno a Parigi dove frequentando l’Accademia de la grande Chaumiere e l’Atelier Szabo.
Tornato a Milano, si diploma in Scenografia presso l’Accademia di Brera nel 1964.

## Le prime mostre
Ancora studente partecipa alle Biennali di Milano (1961) e di Verona (1963).
Nel 1964 tiene una mostra personale alla Galleria Sebastiani a Milano e riceve il Primo 1º Premio del Ministero Pubblica Istruzione a Roma. 
Si trasferisce a Sesto San Giovanni, al quartiere delle Botteghe, insieme ad Agostino Bonalumi, Enrico Castellani, Arturo Vermi, Mino Ceretti, Hidetoshi Nagasawa, e tanti altri artisti con i quali stabilisce un sodalizio fatto di incontri continui, di discussioni infinite, di partite a scacchi a tutte le ore. Nel 1965 Espone alla Galleria del Cavallino a Venezia, con un testo di Guido Ballo.
Conosce Enrico Crispolti con il quale nasce una stretta collaborazione fatta di amicizia ma soprattutto di identità di vedute sul lavoro. Nello stesso anno espone per la prima volta alla IX Quadriennale nazionale d'arte di Roma. 
Iniziano anni frenetici di mostre nazionali e internazionali, solo alcune verranno citate.

## Gli anni 70

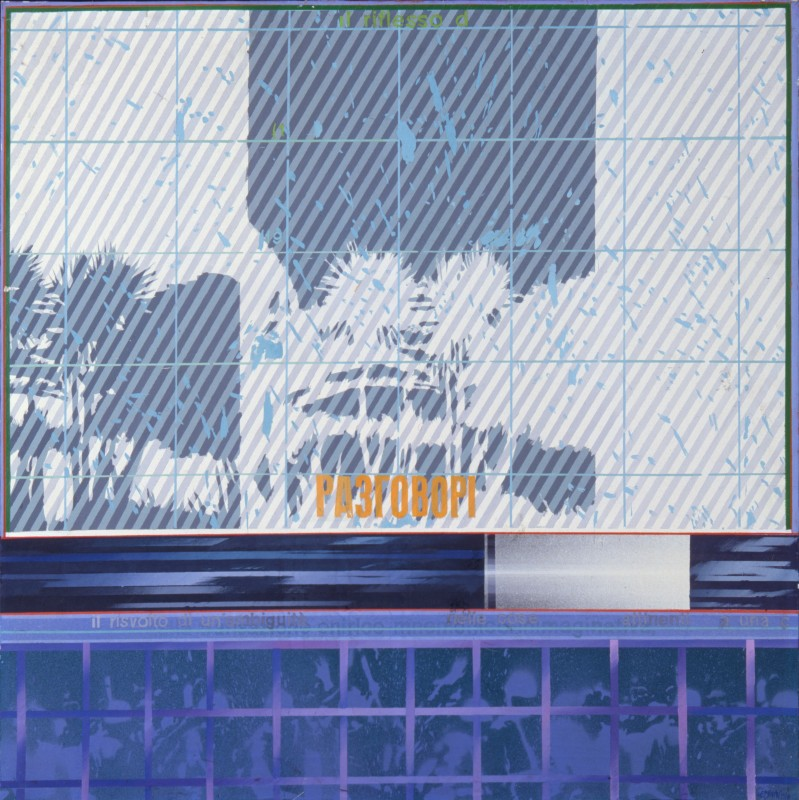
Artgate Fondazione Cariplo - De Filippi Fernando, Il risvolto di una ambiguità

Nel 1970 è invitato al Padiglione Sperimentale della XXXV Esposizione internazionale d'arte di Venezia. 
Nel 1972 è invitato alla XXXVI Esposizione internazionale d'arte di Venezia nel “Padiglione Venezia”; è invitato alla X Quadriennale nazionale d'arte di Roma. 
Nel 1973 ha luogo una mostra personale al Palais des Beaux Arts di Bruxelles, “4 peintres et une ville: Milan: Baratella/De Filippi/Mariani/Spadari”, che nel 1974 viene replicata al Musée d'art moderne de la Ville de Paris. 
Produce il Film in 16 mm “Sostituzione” girato dal collettivo Methamorfosi di Milano che viene invitato a proiettato nei principali festival del cinema sperimentale in Italia e nel mondo. È il fondatore della Cooperativa di via Maroncelli a Milano, primo spazio autogestito dagli artisti a Milano, che diventerà poi “Il Laboratorio”. 
Una mostra al Musée d'art moderne de la Ville de Paris, una personale al Palazzo dei Diamanti a Ferrara.
Nel 1976 è invitato con una sala personale alla XXXVII Esposizione internazionale d'arte di Venezia all’interno della sezione “Attualità Internazionali 1972/76”. È inoltre presente ad “Arte e Cinema in Italia” all’International Cultural Center ad Anversa.
Nel 1977 è presente a “Mythologies quotidiennes 2” al Musée d'art moderne de la Ville de Paris, “Arte in Italia 1960-1977” alla Galleria d'Arte Moderna di Torino.
Nel 1978 è invitato alla XXXVIII Esposizione internazionale d'arte di Venezia nella sezione Arte e Cinema”. Si susseguono importanti mostre nazionali e internazionali.

## Gli anni 80
Nel 1980 è invitato alla Biennale di Venezia, sezione Progetti Speciali con una installazione per “Cronografie, il tempo dell’uomo nella società della tecnica” a cura di Gillo Dorfles, è invitato alle “Camere Incantate- Espansione dell’immagine” a Palazzo Reale, Milano a cura di Vittorio Fagone. Nel 1981 è presente con un’installazione alla mostra “Le Linee della ricerca artistica in Italia dal 1960 al 1970” al Palazzo delle Esposizioni a Roma; 
Nel 1986 È presente alla XI Quadriennale nazionale d'arte di Roma, realizza un ambiente allo “Spazio Abitato” per Abitare il Tempo a Verona; progetta il Festival dell’Avanti a Milano. Nel 1987 è invitato con un gruppo di opere ad “Arte Italiana”, Galerie Nouvelles Images, L'Aja; partecipa ad “Arte Italiana a New York“ Scuola d’Italia.

## Gli anni 90
Nel 1990 espone in Konkrete Utopien in Kunst und Gestaltung, alla Kunsthalle di Dusseldorf. 
In occasione dei XIII Giochi del Mediterraneo, esegue per la città di Bari nei pressi del recuperato Stadio della Vittoria, “La Fontana di re Sale” una scultura abitabile in pietra di Trani all’interno di “Sculture d’acqua”. 
Nel 1998 “I Percorsi del Mito” a Palazzo Reale a Milano con un catalogo Electa.

## Gli anni 2000
Nel 2000 mostra personale al Seul Art Center in Corea;
Nel 2012 mostra personale “East meets West“- AHA Art Space curata da Jiang Cui e Ji Hong a Canton, Cina; mostra personale al Contemporary Art Museum, Zenghzhou, Cina. 
Nel 2013, La biblioteca dell’Accademia di Brera gli dedica una mostra personale.
Nel 2024 Pop Beat Italia 1960-1979 - Basilica Palladiana – Vicenza.
Nel 2025 Metamorphosis - organizzata dall'Istituto Italiano di Cultura di Sofia e Network Italia Bulgaria presso la Galleria all’aperto del Comune di Sofia

## Attività Didattica
- Nel 1966 - Ottiene l’incarico di “Ornato Disegnato” presso il Liceo Artistico di Brera
- Dal 1971 al 1973 viene eletto Direttore del Liceo Artistico di Brera
- Nel 1973 - Assume l’incarico di “Tecniche Grafiche Speciali” all’Accademia di Brera, a Milano
- Nel 1979 ottiene la Cattedra di Scenografia all’Accademia di belle arti di Bari, incarico che mantiene sino al 1981.
- Dal 1981 al 1991 è Docente di Scenografia all’Accademia di Brera
- Nel 1991 è eletto direttore dell’Accademia di Brera, carica ricoperta sino al 2009
- Dal 2010 al 2012 è direttore dell’Accademia di belle arti di Verona